# Pterostylis aspera
Pterostylis aspera är en orkidéart som beskrevs av David Lloyd Jones och Mark Alwin Clements. Pterostylis aspera ingår i släktet Pterostylis och familjen orkidéer. Inga underarter finns listade i Catalogue of Life.